# Christian de Danemark (1603-1647)
Titre
Prince héritier de Danemark et de Norvège
10 avril 1603 – 2 juin 1647
(44 ans, 1 mois et 23 jours)
Le prince Christian de Danemark et de Norvège (en danois : Christian af Danmark og Norge), né le 10 avril 1603 au château de Copenhague (Danemark-Norvège) et mort le 16 juin 1647 au château de Gorbitz (électorat de Saxe), fut le prince héritier de Danemark et de Norvège entre 1603 et 1647.

## Biographie
Le prince Christian était le fils du roi Christian IV de Danemark et d'Anne-Catherine de Brandebourg, il avait une réputation de paresseux et d'alcoolique.
Le 5 octobre 1634, il épouse la princesse Madeleine-Sibylle de Saxe, fille de Jean-Georges Ier de Saxe et de Madeleine-Sibylle de Prusse. Leur union resta stérile.
Il devait mourir en 1647 dans une cure thermale de Dresde, il a été enterré le 8 novembre 1647 dans la cathédrale Notre-Dame de Copenhague. En 1655, ses restes ont été déplacés vers la cathédrale de Roskilde.